# Graff Diamonds
Graff Diamonds Ltd, communément appelée Graff, est une maison de joaillerie fondée par Laurence Graff OBE à Londres au début des années 1960.
Cette société est spécialisée dans le négoce de gemmes historiques ou exceptionnelles.

## La société

### Histoire
Laurence Graff OBE est né et a grandi à Londres.
À l'âge de 15 ans sur les conseils de sa mère, il commence un apprentissage au sein de l'atelier Schindler, un joaillier du quartier de Hatton Garden dans l'est de Londres. Il se prend alors de passion pour la joaillerie et commence très vite à créer ses propres pièces, avant de créer Graff Diamonds Ltd à l'âge de 22 ans et d'ouvrir sa première boutique à 24,. 
Il entreprend en parallèle de voyager à travers le monde, créant des pièces de plus en plus importantes à mesure que s’accroît sa clientèle, désormais internationale.
Avant même ses trente ans, Graff avait érigé l’une des plus importantes maisons de joaillerie du pays, et comptait parmi ses clients certains des hommes les plus fortunés du monde. 
En 1973, Graff devient le premier joaillier à être honoré du Queen’s Award to Industry and Export, un prix qu’il obtiendra par la suite à trois nouvelles reprises. La même année, il ouvre sa première boutique en son nom dans le prestigieux quartier de Knightsbridge. 
La marque gagne rapidement en popularité et l’ouverture du magasin flagship à New Bond Street en 1993 marque le début d'une nouvelle ère pour la maison, toujours sous le signe de l’exclusivité mais également d’une expansion globale. 
En avril 2018, Graff signe un accord avec Inter Parfums, Inc. dans le but de lancer une gamme de parfums en 2019.

### Implantation

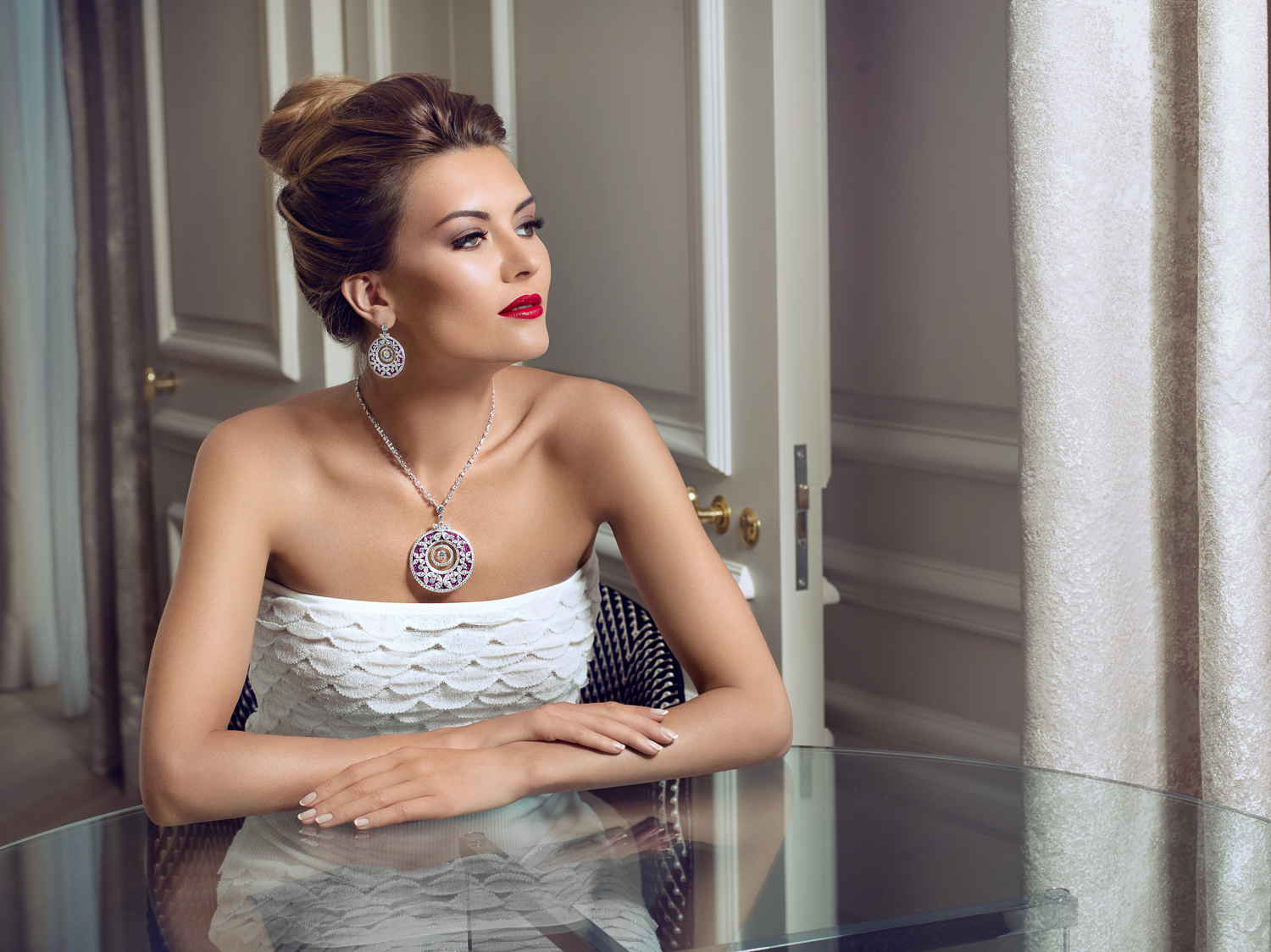
Graff Diamonds Monaco 2017

Graff possède plus de 35 boutiques à travers le monde et notamment à Paris, New York, Monte-Carlo, Courchevel, Kiev, Beijing et Taipei... La maison est actuellement en pleine expansion et 2013 sera marquée par l'ouverture de nouvelles boutiques parmi lesquelles Abu Dhabi et Seoul.

## Joaillerie et Création

### Pierres célèbres

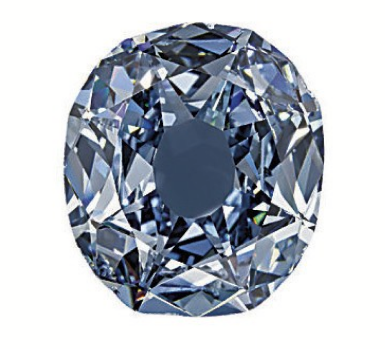
Le Wittelsbach-Graff

Laurence Graff OBE serait le plus important négociant de diamants célèbres — en grosseur et en qualité — du monde,. De nombreuses gemmes sont passées entre ses mains et certaines portent désormais son nom. Parmi les pierres les plus connues   :
- Le Blue Ice (20,02 carats)
- Le Delaire Sunrise (118,08 carats)
- L'Empereur Maximilien (41,94 carats)[9]
- L'Eternal Light (85,91 carats)
- L'Étoile d'Amérique (100,57 carats)
- L'Étoile de Bombay (47,39 carats)
- L'Étoile de Conakry (60,04 carats)
- L'Étoile du Lesotho (53,11 carats)
- Le Favorite (50,01 carats)
- Le Golconda D (47,29 carats)
- Le Golden Drop (18,31 carats)
- Le Golden Star (101,28 carats)
- Le Graff Blue (6,19 carats)
- Le Graff Constellation (102,79 carats)
- Le Graff Pink (24,78 carats)
- Le Graff Vivid Yellow (100,09 carats)
- Le Grand Cœur d'Afrique (70,03 carats)
- Le Hope of Africa (115,91 carats)
- L'Idol's Eye (70,21 carats)
- L'Imperial Blue (39,31 carats)
- Le Marlborough (45,47 carats)
- Le Morning Star (46,44 carats)
- Le Paragon (137,82 carats)
- Le Petit Cœur d'Afrique (25,22 carats)
- Le Pink Orchid (22,84 carats)
- Le Porter Rhodes (54,04 carats)
- Le Princess Rose (70,39 carats)
- Le Rojtman (107,46 carats)
- Le Rose (5 carats)
- Le Royal Premier (70,38 carats)
- Le Safia (90,97 carats)
- Le Sarah (132,43 carats)
- Le Sultan Abdul Hamid II (70,54 carats)
- Le Titan Oval (51,31 carats)
- Le Tsarina (90,14 carats)
- Le Yellow Splendours (95,60 carats)
- Les Windsor (91,23 carats)
- Le Wittelsbach-Graff (31,06 carats)

### Création

#### Bijouterie
La création a toujours été au centre des préoccupations de Laurence Graff, aussi, plus qu'un négociant en pierres précieuse, il devînt un créateur. Alors même qu'il commençait à vendre ses premières pierres, il abandonne le profit pour la création. Un jour alors qu'il a l'occasion de vendre 33 bagues en diamants, il préfère utiliser tous les diamants de ces bagues pour n'en faire qu'une seule, une création unique : "je les ai tous mis sur une seule bague, ce qui a créé un ensemble éclatant de diamants". Peu importe s'il la vendait moins cher. C'est l'arrivée de solitaires uniques, de bracelets somptueux, dont un fait à l'âge de 28 ans, composé de diamants et d'améthystes, qui lui fera remporter le prestigieux prix du Diamond International Award.

#### Horlogerie
Lancée en 2009, la collection de montres de la maison Graff, nommée « Graff Luxury Watches » est fabriquée à Genève, la capitale de l’horlogerie de luxe.
Le style distinctif de Graff s’inspire des facettes d’un diamant rond brillant, à la fois facile à distinguer et élégant, intemporel et contemporain. En parallèle de cette forme de boîtier unique, les montres Graff possèdent diverses caractéristiques parmi lesquelles une pierre précieuse triangulaire à la place du chiffre 12. 
La collection s’est lancée au travers de 4 thèmes qui s'adressent aux amoureux des montres comme aux passionnés de diamants: Technique, Sport, Soirée, et Joaillerie.
En 2010 Graff lance le premier mouvement propre à la maison, le Graff Calibre 1, que l’on retrouve dans la GraffStar GrandDate. Le mouvement Graff Calibre 2 est révélé à Bâle en 2011 avec la montre de plongée ScubaGraff. Le mouvement Graff Calibre 3 est quant à lui révélé en 2012 avec la GraffStar Slim. Et enfin 2013 voit le lancement du Graff Calibre 4 avec la MasterGraff Ultra Flat Tourbillon.